# WIXOSS
『WIXOSS -ウィクロス-』は、タカラトミーが2014年4月26日に日本で発売したトレーディングカードゲーム並びにタカラトミー、ワーナーブラザース・ホームエンターテイメント、J.C.STAFFの3社によるメディアミックス作品群である。

## 概要
タカラトミーとホビージャパンが共同開発 した2人で対戦するトレーディングカードゲーム（TCG）。タカラトミーカードグループに所属し、TCGデュエル・マスターズのマーケティングに関わった、山口朋がプロデュースを、ホビージャパンに所属し、TCGマジック:ザ・ギャザリングのプレイヤーである、八十岡翔太がゲームデザインを行う。ネーミングはワーキングタイトルであった「Wish Across」（願いの交錯）に由来する。
プレイヤーは「ルリグ」と呼ばれる自身の分身となる少女や、彼女をサポートする精霊・「シグニ」を使い、相手が伏せた7枚のカード（ライフクロス）を全てなくし、止めをさすことを目的とする。カードゲームの特徴として、カードの裏面が黒色のメインデッキと、裏面が白色のルリグデッキという2種類のデッキを使う。メインデッキはプレイヤーが順番に手札を取るが、ルリグデッキは条件を満たせばいつでも使うことができる。
カードはほぼ全てが美少女のイラストとなっており、使用されるイラストには各方面で活躍するイラストレーターを起用している。カードの1種である“シグニ”は、モチーフの美少女化、つまり擬人化が多い。
TCGの開発段階からテレビアニメとの連動が企画され、2014年4月4日からアニメ第1期『selector infected WIXOSS』が放送された。アニメ側の方が展開が早いが、元々オンエア時にWIXOSSを販売している予定が4月後半販売に延びたためである。
発売当初はアニメの反響で品切れが相次ぎ、初年度となる2014年度は当初計画の100万パックに対して最終的に6倍の販売数を記録した。
2015年1月10日には、中国（大陸部）で簡体字中文版『WIXOSS -梦限少女-』が発売された。日本語版はインドネシア・マレーシア・シンガポールなど東南アジア地域や香港・台湾で輸入販売されており、2015年12月には各国・地域の代表を交えて世界大会「ウィクロスカップ」が開催されている。
2016年4月16日に開催されたイベント「WIXOSS2周年記念 大・お花見大会」ではアニメの新シリーズ『Lostorage incited WIXOSS』の製作が発表され、10月から12月まで放送された。『Lostorage』の第2期に当たる『Lostorage conflated WIXOSS』は2018年4月から6月まで放送された。
2020年3月26日、新たなシリーズの制作と2020年の放送が発表。2020年9月22日に、これまでと世界観を一新させた新シリーズ『WIXOSS DIVA(A)LIVE』のタイトルが明らかにされ、翌2021年1月から3月まで放送された。

## 基本的な遊び方
対戦は2名のプレイヤーにより1対1、10枚以下のルリグデッキと40枚のメインデッキを組み、それを持ち寄って戦う。
対戦前に自分の場のルリグゾーンと呼ばれる場所にルリグデッキから選んだレベル0のルリグと呼ばれるカードを裏向きで配置する。その後、シャッフルしたメインデッキからお互い5枚のカードを引いて手札とし、その後お互いに1度だけ手札を一部または全てをデッキに戻しシャッフルしたのち、同じ枚数分引くという行動ができる。続けてお互いにデッキから7枚のカードをライフクロスにし、先に伏せておいたルリグを表にし、ゲームを開始する。
対戦では、プレイヤーの分身たるルリグを成長させるグロウ、ルリグの必殺技・アーツ、ルリグをサポートする精霊・シグニ、ルリグをサポートする呪文・スペルを駆使し、各種カードの能力を利用しながら互いのライフクロスのクラッシュを試みる。ライフクロスが全てクラッシュされた状態でアタックを防げなければ敗北となる。

## カードの種類
カードには白、赤、緑、青、黒の5色が存在し、それぞれにイメージ色に対応するルリグタイプを持つルリグが存在（後述するアニメ内におけるルリグ名とは若干異なるルリグもいる）する。ただし、どの色にも属さない「無色」のカードも存在する。
裏面が白いカードはルリグデッキ、黒いカードはメインデッキ用。

### ルリグデッキ
裏面が白いカードがルリグデッキ用に分類される。
ルリグ (LRIG)
プレイヤーキャラクター。5種類の色に分かれており、それぞれ得意とする戦術が異なる。名称の由来は"girl"の逆さ読み。
ゲーム開始時は必ずレベル0のルリグを配置する。レベル0のルリグはリミットが0で、シグニを1枚も配置できない ため、グロウを行ってレベルを1つずつ上げていく。
アーツ（Arts）
攻撃または攻撃補助用のカード。カードごとに指定されたコストを支払って使用する。
レゾナ（Resona）
シグニの一種で、カードごとの出現条件（特定の色やクラスのシグニを複数枚バニッシュするものが多い）によって召還される。
キー（Key）
アンロックドセレクターから新たに追加されたカードで、ルリグが封印されている。封印されているルリグの特徴をイメージした効果になっている。キーカードを使用するためのコストはコイン（一部エナが必要なキーカードも存在する）であるため、ルリグがゲーム中に得られるコインの枚数と相談して入れるカードを決めるとよいだろう。

### メインデッキ
シグニ (Signi)
ルリグが召還し、バトルをサポートする精霊。名称の由来は「署名する」「記す」を意味する"signature"。色やクラス、レベルによって細分化されている。
クロスシグニ（Cross Signi）
2〜3枚1組で構成される特殊なシグニ。シグニゾーン上に決められた配置で置くことによって「クロス」、その状態からのダウンにより「ヘブン」と呼ばれる効果が発動する。
スペル (Spell)
メインフェイズに使用する攻撃補助用のカード。

## ゲーム特有の用語
エナ
エナゾーンに配置したカードのこと。グロウやカードの効果を発動するコスト（エネルギー）となる。プレイヤーのターンには、手札か場にあるカード1枚をエナチャージするエナフェイズが設けられている。
エナチャージ
エナゾーンにカードを配置すること。
グロウ
ルリグデッキからルリグカードを選び、配置しているルリグカードに重ねること。プレイヤーのターンには、この行為を行うためのグロウフェイズが設けられている。
バニッシュ
相手のシグニにアタック等を行い、相手のシグニをエナゾーンに送ること。シグニのアタックでバニッシュが成功するには、こちらのシグニのパワーが、相手のシグニのパワー以上（同じでもよい）である必要がある。
クラッシュ
相手のシグニゾーンのカードがない場所にアタックを行う、ルリグでのアタックが成功する等し、相手のライフクロスをエナゾーンに送ること。
ガード
相手のルリグでのアタックに対し、こちらの手札からガードの能力を持ったカードを出すこと。相手のルリグでのアタックは失敗となる。使用したガードの能力を持つカードはトラッシュに置く。
トラッシュ
メインデッキの捨て札を置く場所のこと。使用したエナ等が置かれる。
ライフクロス
ゲーム開始時にメインデッキから手元に7枚伏せるカードのこと。プレイヤーは相手のライククロスをなくし、その後にアタックを成功すれば勝利となる。
ライフバースト
ライフクロスがエナゾーンに送られる際に発動する効果のこと。ライフバーストはカードにマークが描かれており、メインデッキはライフバーストを持つ20枚と持たない20枚丁度で構成しなければならない。プレイヤーは効果を発動させなくてもよい。

## ルリグ
ゲーム中のプレイヤーキャラクター。TCGの特徴としてシグニやアーツ、スペルは特定のルリグ専用とする限定条件がなければルリグの色に関わらず混色のデッキを組むことができる。グロウに際してルリグと異なる色のコストが求められるカードもある。
※名前の後ろに◆が付いているルリグはTCG上のルリグタイプのみが設定されており、レベル0以外のカードが存在していない。

### selectorシリーズのルリグ
WX-01 サーブドセレクターからWX-14 サクシードセレクターの間に登場したルリグ（ウムルとタウィルを除く）。
タマ
WX-01から登場。白と赤の2色、または上位に白・赤の両方を持つものと黒のルリグがある。構築済みデッキはWXD-01 ホワイトホープ、アニメBOX特典のSP-01『ホワイトホープ spec selector［小湊るう子］』、WXD-10 レッドホープと映画公開記念のWXD-13『WHITE HOPE -movie ver.-』と全ルリグ中最多の4種類を数える。カード名は白が「○○の巫女 タマヨリヒメ」、赤が「○○ タマヨリヒメノ（漢数字）」となっているが、白のカードではアニメ側に合わせ「○○の巫女 タマ」となっているものもある。白は特定のカードを手札に加えるサーチ能力、相手のシグニを手札に戻すバウンス能力に優れている。
花代（はなよ）
WX-01から登場。赤のルリグ。構築済みデッキはWXD-02 レッドアンビション。カード名は「花代・○」等となっている。レベル2でグロウを止める代わりに全てのシグニを強化しつつ相手のガードを封殺する《轟炎 花代・爾改》を始め、相手が体制を整える前に速攻で倒す戦法を得意とする。
ピルルク
WX-01から登場。青のルリグ。構築済みデッキはWXD-03 ブルーアプリとWXD-16 ブルーペティション。カード名は「コード ピルルク・○」「コード・ピルルク・○」「コードピルルク・○」等となっている。相手の行動を制約したり手札を強制的に捨てさせる戦術を得意とする。
WX-12 リプライドセレクターからは青と黒を同時に併せ持つものが登場した。
緑子（みどりこ）
WX-01から登場。緑のルリグ。構築済みデッキはWXD-04 グリーンワナ。カード名は「○之娘 緑姫」「○○型 緑姫」「○型緑姫」 等となっている。エナを大量に溜め込む戦術を得意とする。
ウリス
WXD-05から登場。黒のルリグ。構築済みデッキはWXD-05 ブラックデザイア、アニメBOX特典のWXD-03『ブラックデザイア spec selector［浦添伊緒奈］』、グズ子と合同のWXD-22 ブラックコンフレーションの3種。カード名は「○○の閻魔 ウリス」となっている。トラッシュのカードの枚数を稼ぐことで強化され、それを前提とした戦術を得意とする。
WX-05では初の無色ルリグ《虚無の閻魔 ウリス》が登場した。
ユヅキ
WX-02から登場。赤のルリグ。構築済みデッキはアニメBOX特典のSP-02『レッドアンビション spec selector［植村一衣］』と市販のWXD-15 レッドプロミスの2種類がある。カード名は一部を除き「遊月・○」となっている。グロウや能力で緑のコストが要求されるカードがある。また、レベル1以上のユヅキは花代のルリグタイプを持つものも存在しており、該当するカードは花代限定のカードも使える。
WX-12 リプライドセレクターからは赤と緑を同時に併せ持つものが登場した。
エルドラ
WX-02から登場。青のルリグ。構築済みデッキはWXD-06 ブルーリクエストとあやと合同のWXD-23 ブルーコンフレーションの2種類。カード名は「エルドラ＝マーク○」「エルドラ×マーク○」等となっている。ライフクロスの操作を起点としてライフバーストの発動で、相手の意表を突く戦術を得意とする。
イオナ
WXD-06から登場。当初は黒のルリグだったが、カード名に「ユキ」を含む白のルリグが後から追加された。構築済みデッキはWXD-06 ブラッククレイヴ。カード名は「○○/メイデン イオナ」とされている。グロウに際して白のコストが要求されるカードがある。迷宮のシグニを利用して相手のシグニを強制的に正面に配置させたり、ライフバースト発動を狙って相手の意思に反した攻撃を仕掛けさせる戦術を得意とする。
アニメ展開と合わせ、WX-04で最も早くレベル5のカードの《アルテマ/メイデン イオナ》が登場した。WX-11 ディストラクテッドセレクターからは、カード名が「○○の巫女 ユキ」となっている白のルリグが登場している。
リメンバ
コミカライズ『selector infected WIXOSS -peeping analyze-』に登場する白のルリグ。カードとしては『ウルトラジャンプ』2014年9月号付録のレベル0 - 4、selector infected WIXOSS -peeping analyze- 第1巻 付録のレベル5が登場し、ポイント景品としての交換やブースターでの再録が行われた。カード名は「星占の巫女 リメンバ・○○」となっている。グロウの際に青のコストが要求されるカードがある。レベル1以上のリメンバはピルルクのルリグタイプも持っている。相手のシグニの凍結する戦術を得意等する。
ミルルン
WX-04から登場。青のルリグ。構築済みデッキはアニメBOX特典のSP-06『ブルーデマンド spec selector［蒼井晶］』。カード名は「ミルルン・○○」となっている。原子のシグニを場に出すことで強化され、相手のスペルの使用を妨害し、逆に相手のスペルをコストや限定条件を無視して使用する戦術を得意とする。
アン
WX-04から登場。緑のルリグ。アニメBOX特典のSP-07『グリーンアイデアル spec selector［ふたせ文緒］』。グロウや能力で白のコストが要求されるカードがある。カード名は「△△の×× アン＝○○」「△△されし×× アン・○○」等となっている。「△△の××」の部分は「奇跡の軌跡」といった韻を踏んだ言葉になっている。美巧のシグニを場に出すことで強化され、白のカードのようなサーチ能力で美巧のシグニを手札に補充する戦術を得意とする。
ハナレ
黒のルリグ。映画『selector destructed WIXOSS』が初出で、WX-13 アンフェインドセレクターから登場。カード名は「○○の冥者 ハナレ」となっている。
フタセ◆
青のルリグ。アニメ『selector spread WIXOSS』が初出。WX-14 サクシードセレクターにレベル0のみ登場している。

#### Re/verseのルリグ
漫画作品『selector infected WIXOSS -Re/verse-』を初出とするルリグの一部がTCGに登場している。
アルフォウ
コミカライズ『selector infected WIXOSS -Re/verse-』に登場する黒のルリグ。カードとしては2015年に発売1周年を記念して配布されたプロモカード《comics WIXOSS》が初出で、レベル1以上のものは単行本第2巻のプロモカードとして登場した。登場時はゲーム開始時に使用するレベル0の単独カードが無かったため《comics WIXOSS》を使用しない場合は、公式サイト上で提供されている画像データを印刷したフリーペーパーで代用する必要があったが、WX-12 リプライドセレクターでレベル0のカードと専用シグニ《彷徨変異の小悪 サユラギ》が登場した。
ハイティ◆
アルフォウと同様にコミカライズ『selector infected WIXOSS -Re/verse-』に登場する白のルリグ。カードとしてはWX-12リプライドセレクターにレベル0のみ登場している。

#### stirredのルリグ
漫画作品『selector stirred WIXOSS』を初出とする5体のルリグ。selectorシリーズの一部だが、infected・spreadと区別して「ステアード組」と通称される。レゾナを主戦力とする代わりに専用アーツが存在していないのが特徴。
2015年度のメインキャラクターを想定してデザインされたルリグであったが、商品展開打ち切りのためレベル1以上の実装は3種類で中断し、実装されなかった内の1体はキーカードのみ追加予定が発表されている。
サシェ
WXD-09から登場。白のルリグ。構築済みデッキはWXD-09 ホワイトプレイ。カード名は「悠久の使者 サシェ・◯◯」となっている。同年末に開催されたワールドチャンピオンシップで優勝者が使用していた。WX-20 コネクテッドセレクターでは白・赤の多色が登場している。
ミュウ
WXD-11から登場。黒のルリグ。構築済みデッキはWXD-11 ブラックニード。カード名は「ミュウ＝○○」となっている。対戦相手のシグニに「チャーム」を付けて弱体化させる戦術を得意とする。WX-20 コネクテッドセレクターでは黒・青の多色が登場した。
アイヤイ
WXD-12から登場。緑のルリグ。構築済みデッキはWXD-12 グリーンドリーム。カード名は「アイヤイ★○○」となっている。対戦相手のシグニをバニッシュした時にエナゾーンから手札を補充する戦術を得意とする。WX-20 コネクテッドセレクターでは緑・黒の多色が登場した。
ララ・ルー◆
赤のルリグ。プロモカードとWX-13 アンフェインドセレクターでレベル0のみ登場したが、WXK-01でキーカードが登場する予定。
ソウイ◆
青のルリグ。プロモカードとWX-13 アンフェインドセレクターでレベル0のみ登場している。

### Lostorageシリーズのルリグ
2016年10月発売のWX-15 インサイテッドセレクター以降に登場したルリグ。アロス・ピルルク以外はゲーム開始時に各ルリグタイプで決められた枚数のコインを獲得するのが特徴で、エクシード能力をもたない（エクシードを持つアーツの使用は可能）。
リル
赤のルリグ。WX-15から登場。構築済みデッキはWXD-17 レッドオーネストとアニメBOX特典のSP-23『レッドオーネスト spec selector［穂村すず子］』。カード名は「○○の記憶 リル」となっている。ゲーム開始時のコイン獲得枚数は1枚。
メル
緑のルリグ。WX-15登場。構築済みデッキはWXD-18 グリーンベルセルクとアニメBOX特典のSP-24『グリーンベルセルク spec selector［森川千夏］』。カード名は「メル＝○○」（「○○」にはカクテルの名称が入る）となっている。ゲーム開始時のコイン獲得枚数は3枚。
ナナシ
黒のルリグ。WX-15登場。構築済みデッキはWXD-19 ブラックブラインド。カード名は「ナナシ 其ノ○」となっている。ゲーム開始時のコイン獲得枚数は2枚。
あや
青のルリグ。WX-15から登場。構築済みデッキはエルドラと合同のWXD-23 ブルーコンフレーション。カード名では「あーや」と伸ばして表記される。ゲーム開始時のコイン獲得枚数は4枚。
ドーナ
白のルリグ。WX-16から登場。ゲーム開始時のコイン獲得枚数は3枚。
ママ
緑のルリグ。WX-16から登場。構築済みデッキはWXD-20 グリーンカンニング。ゲーム開始時のコイン獲得枚数は4枚。
ピルルク
青のルリグ。WX-17から登場。selectorのものと同名だが外見は異なっており、こちらはカード名が「アロス・ピルルク ◯」となっている。ルリグタイプは共通なので既出のピルルク限定カードも使用可能。他のLostorageルリグと異なり、ゲーム開始時にコインは獲得しない。
カーニバル
赤のルリグ。WX-17から登場。構築済みデッキはWXD-21 レッドジョーカー。Lostorageのルリグでは唯一となる専用レゾナを持つ。ゲーム開始時のコイン獲得枚数は3枚。
グズ子
黒のルリグ。WX-17から登場。構築済みデッキはウリスと合同のWXD-22 ブラックコンフレーション。ゲーム開始時のコイン獲得枚数は3枚。
ゆきめ◆
白のルリグ。WX-17 エクスポーズドセレクターにレベル0のみ登場している。ゲーム開始時のコイン獲得枚数は2枚。

### TWIN MEMORIESのルリグ
『selector』と『Lostorage』のどちらにも属さないルリグ。
ウムル
WX-03から登場。から登場。黒のルリグ。構築済みデッキはWXD-08ブラックウィル。カード名の冠称は「創造の鍵主」もしくは「混沌の鍵主」「虚心の鍵主」で、レベルを表す部分は「ウムル＝○○」（「○○」はスウェーデン語の数）等となっている。古代兵器のシグニを場に出すことで強化され、対戦相手のシグニをバニッシュする戦術を得意とする。
他のルリグと異なりアニメ『selector』シリーズにはカードと映画の本編開始前のマナームービーのみの登場で、登場背景はノベルズ『TWIN MEMORIES』で語られている。
タウィル
WX-06から登場。白のルリグ。カード名は冠称が「永らえし者」もしくは「導きし者」でレベルを表す部分はウムルと同様に「タウィル＝○○」となっている。
ウムルと同様にアニメ『selector』シリーズにはカードと映画の本編開始前のマナームービーのみの登場で、登場背景はノベルズ『TWIN MEMORIES』で語られている。

### 特殊タイプ
？
selectorとLostorageの両方にまたがる無色のルリグタイプ。selectorではWX-14 サクシードセレクターで登場したレベル0と、レベル5で全てのルリグタイプからグロウ可能な《紡ぐ者》のみがこのルリグタイプに分類されていた。Lostorageではレベル0の《始まりのルリグ》のみが分類されており、コインは獲得しない。

## シグニ
ルリグの代わりに戦う精霊のような存在。ルリグと同じ5色の他に無色のシグニ（精元）がある。シグニはクラスと呼ばれる種別で分類されており、他のカードの効果でクラスが参照される場合がある。
メインクラスは、5つの分類と5色を組み合わた25種に、精元（無色）の1種を加えたものとなっている。
| 分類＼色                      | 白     | 赤        | 青       | 緑        | 黒       |
| ----------------------------- | ------ | --------- | -------- | --------- | -------- |
| 精武 あらゆる武具             | アーム | ウェポン  | トリック | 遊具      | 毒牙     |
| 精像 人が創造した事象         | 天使   | 武勇      | 英知     | 美巧      | 悪魔     |
| 精械 人の手によって造られた物 | 迷宮   | 乗機      | 電機     | 調理      | 古代兵器 |
| 精羅 自然にまつわるもの       | 宇宙   | 宝石/鉱石 | 原子     | 植物      | 微菌     |
| 精生 人以外の生き物           | 怪異   | 龍獣      | 水獣     | 空獣/地獣 | 凶蟲     |

サブクラスとして、色移動となったクラスのシグニは、次表の名前が付与される。
| 白       | 赤       | 青       | 緑       | 黒         |
| -------- | -------- | -------- | -------- | ---------- |
| ⁑N⁑      | ≡N≡      | §N§      | ＃N＃    | †N†        |
| ホーリー | ブレイズ | スマート | ワイルド | フォールン |

精武
アーム（白/赤）
WX-01から登場。刀剣や槍などの近接武器や弓矢、防具に由来。タマ限定のものが多い。
《大剣 レヴァテイン》などアームとウェポンの両方のクラスを併せ持つシグニが数点ある。
ウェポン（赤/白）
WX-01から登場。火器や爆薬に由来。一部に花代限定のものがある。
トリック（青/黒）
WX-15から登場。
遊具（緑/黒/白/赤/青）
WD-12から登場。レゾナは遊園地のアトラクション、通常のシグニは玩具や公園遊具がモチーフになっている。全クラス中で最初に5色（無色以外）を網羅した。
毒牙（黒）
WX-04から登場。毒薬や自然界の毒劇物に由来。イオナ限定のものが多い。
精像
天使（白/赤/青/緑/黒/無色）
WX-01から登場。天使や女神に由来。一部にタマまたはタウィル限定のものがある。全クラス中で最初に5色＋無色を網羅した。
武勇（赤/黒）
セレクターズパックVol.11から登場。古今東西の英傑に由来。
英知（青/緑）
WX-15から登場。文房具や数式、学者などに由来。
美巧（緑/白）
WX-04から登場。美術のジャンルや芸術運動に由来。バニラ以外は大半がアン限定。
悪魔（黒/青）
WXD-05から登場。悪魔や邪神に由来。ウリス限定のものが多い。
精械
迷宮（白）
WXD-06から登場。世界各地の有名な建築物に由来。バニラ以外は大半がイオナ限定。
乗機（赤）
WX-22から登場。
電機（青/黒）
WX-01から登場。科学技術やエンターテインメントに由来。ピルルク限定のものが多い。
調理（緑）
WX-15から登場。
古代兵器（黒）
WX-02から登場。古代文明やオーパーツに由来。一部にウムルまたはイオナ限定のものがある。
精羅
宇宙（白/赤）
WD-09から登場。レゾナは太陽系の惑星、通常のシグニは太陽系外の恒星がモチーフになっている。
宝石（赤）
WX-01から登場。その名の通り宝石や貴石、半貴石が由来。花代限定のものが多い。
鉱石（赤）
WX-01から登場。その名の通り鉱石だが神話伝承上のものもある。ライフバーストが付くものは花代限定。
原子（青）
WX-04から登場。元素記号に由来するアルファベット2文字の名前を持つ。バニラ以外は大半がミルルン限定。
植物（緑）
WX-01から登場。花や草木が由来。一部に緑子限定のものもある。
微菌（黒）
WX-15から登場。
精生
怪異（白/緑）
WX-15から登場。
龍獣（赤/緑）
WX-04から登場。爬虫類や恐竜、ドラゴンに由来。ユヅキ限定のものが多い。
水獣（青）
WX-01から登場。魚介類や水棲生物に由来。一部にエルドラ限定やピルルク限定のものがある。
空獣（緑）
WX-01から登場。鳥類に由来。全てのカードが限定条件を持たない。
地獣（緑）
WX-01から登場。哺乳類や神話伝承上の聖獣に由来。緑子限定のものが多い。
凶蟲（黒/青）
WXD-11から登場。昆虫や節足動物に由来。ミュウ限定のものが多い。
精元（無色）
WX-01から登場。精元のシグニはカード名は《サーバント ○》という命名則で統一されている。多くのカードはガードの能力を持っている。
構築済みデッキには必ず無色・精元のシグニが2種×4枚入っている。

## カードセット
コモン、レア、ルリグコモンには全てホログラム仕様のパラレルカードが存在するが、ここでは元のカードと同一のカードと見なす。

### 構築済みデッキ
構築済みデッキ（スターター）は、ルリグ5枚（レベル0 - 4）、アーツ3枚、シグニ32枚（8種×4枚、内2種は無色）、スペル8枚（2種×4枚）の計48枚で基本的に構成される。
白：ホワイトホープ
WXD-01 2014年4月26日発売。タマの構築済みデッキ。
赤：レッドアンビション
WXD-02 2014年4月26日発売。花代の構築済みデッキ。
青：ブルーアプリ
WXD-03 2014年4月26日発売。ピルルクの構築済みデッキ。
緑：グリーンワナ
WXD-04 2014年6月12日発売。緑子の構築済みデッキ。
黒：ブラックデザイア
WXD-05 2014年6月12日発売。ウリスの構築済みデッキ。
青：ブルーリクエスト
WXD-06 2014年9月25日発売。エルドラの構築済みデッキ。
黒：ブラッククレイヴ
WXD-07 2014年9月25日発売。イオナの構築済みデッキ。
黒：ブラックウィル
WXD-08 2015年3月28日発売。ウムルの構築済みデッキ。
白：ホワイトプレイ
WXD-09 2015年4月25日発売。サシェの構築済みデッキ。
赤：レッドホープ
WXD-10 2015年4月25日発売。タマの構築済みデッキ。
黒：ブラックニード
WXD-11 2015年6月20日発売。ミュウの構築済みデッキ。
緑：グリーンドリーム
WXD-12 2015年11月19日発売。アイヤイの構築済みデッキ。
白：WHITE HOPE -movie ver.-（ホワイトホープ ムービーバージョン）
WXD-13 2016年2月13日発売。タマの構築済みデッキ。
劇場版アニメ公開を記念して作成された構築済みデッキ。値段が3500円（税抜）と高価な分、ルリグデッキ用カードが10枚となった計50枚のカードが収録される。また、裏面ポスター付のプレイシート1枚、ルール解説小冊子1冊、デッキケース1個、メインデッキ用プロテクト42枚、ルリグデッキ用プロテクト14枚が付属する。
黒：BLACK DESIRE -movie ver.-（ブラックデザイア ムービーバージョン）
WXD-14 2016年2月13日発売。ウリスの構築済みデッキ。
劇場版アニメ公開を記念して作成された構築済みデッキ。値段が3500円（税抜）と高価な分、ルリグデッキ用カードが10枚となった計50枚のカードが収録される。また、裏面ポスター付のプレイシート1枚、ルール解説小冊子1冊、デッキケース1個、メインデッキ用プロテクト42枚、ルリグデッキ用プロテクト14枚が付属する。
赤：レッドプロミス
WXD-15 2016年4月7日発売。ユヅキの構築済みデッキ。
青：ブルーペティション
WXD-16 2016年4月7日発売。ピルルクの2組目の構築済みデッキ。
赤：レッドオーネスト
WXD-17 2016年10月13日発売。リルの構築済みデッキ。
緑：グリーンベルセルク
WXD-18 2016年10月13日発売。メルの構築済みデッキ。
黒：ブラックブラインド
WXD-19 2016年11月17日発売。ナナシの構築済みデッキ。
緑：グリーンカンニング
WXD-20 2016年12月15日発売。ママの構築済みデッキ。
赤：レッドジョーカー
WXD-21 2017年2月25日発売。カーニバルの構築済みデッキ。
黒：ブラックコンフレーション
WXD-22 2017年4月26日発売。ウリスとグズ子の共用構築済みデッキ。
青：ブルーコンフレーション
WXD-23 2017年6月29日発売。エルドラとあやの共用構築済みデッキ。
白赤：タマではじめるウィクロスASは強烈連続攻撃で勝つ!
WDA-F01 2019年11月30日発売。555円デッキシリーズ第二弾。タマの構築済みデッキ。
このシリーズは過去の拡張パックに封入されていたカードの再録で構成されている。
青：ピルルクではじめるウィクロスASは強烈手札破壊で勝つ!
WDA-F02 2019年11月30日発売。555円デッキシリーズ第二弾。ピルルクの構築済みデッキ。
このシリーズは過去の拡張パックに封入されていたカードの再録で構成されている。
赤緑：遊月ではじめるウィクロスASは強烈焼却で勝つ!
WDA-F03 2019年11月30日発売。555円デッキシリーズ第二弾。遊月の構築済みデッキ。
このシリーズは過去の拡張パックに封入されていたカードの再録で構成されている。
白：ドーナではじめるウィクロスASは強烈全体強化で勝つ!
WDA-F04 2019年11月30日発売。555円デッキシリーズ第二弾。ドーナの構築済みデッキ。
このシリーズは過去の拡張パックに封入されていたカードの再録で構成されている。
黒：グズ子ではじめるウィクロスASは強烈連携攻撃で勝つ!
WDA-F05 2019年11月30日発売。555円デッキシリーズ第二弾。グズ子の構築済みデッキ。
このシリーズは過去の拡張パックに封入されていたカードの再録で構成されている。
以下の構築済みデッキは、キーセレクション向けに発売されたものである。
赤：レッドドーピング
WDK-D01 2018年4月26日発売。レイラの構築済みデッキ。
青：ブルーカタルシス
WDK-D02 2018年4月26日発売。ピルルクの構築済みデッキ。
緑：グリーンテンタクル
WDK-D03 2018年4月26日発売。翠子の構築済みデッキ。
黒：ブラックダイレクト
WDK-D04 2018年5月24日発売。グズ子の構築済みデッキ。
白青：デュアルペイルネス
WDK-D05 2018年6月21日発売。タマとリメンバの共用構築済みデッキ。
赤黒：デュアルブラッド
WDK-D06 2018年6月21日発売。リルとカーニバルの共用構築済みデッキ。
白青：デュアルプラント
WDK-D07 2018年10月25日発売。イオナとエルドラの共用構築済みデッキ。
赤緑：デュアルブラスト
WDK-D08 2018年10月25日発売。ユヅキとLoVの共用構築済みデッキ。ロードオブヴァーミリオンIVとのコラボデッキである。
青：ブルーウムル
WDK-D09 2019年4月20日発売。ウムルの構築済みデッキ。
黒：ブラックウリス
WDK-D10 2019年4月20日発売。ウリスの構築済みデッキ。
白：ホワイトエマ
WDK-D11 2019年4月20日発売。約束のネバーランドとのコラボデッキである。
青：ピルルクではじめるウィクロスは手札破壊で勝つ!
WDK-F01 2019年5月25日発売。555円デッキシリーズ第一弾。ブルーカタルシスの廉価版である。
黒：グズ子ではじめるウィクロスは山札操作で勝つ!
WDK-F02 2019年5月25日発売。555円デッキシリーズ第一弾。ブラックダイレクトの廉価版である。
白：タマではじめるウィクロスは手札に戻して勝つ!
WDK-F03 2019年5月25日発売。555円デッキシリーズ第一弾。デュアルペイルネスに収録されたタマのデッキの内容をノーマルカードのみの仕様で再録した廉価版である。
赤：リルではじめるウィクロスは進化して勝つ!
WDK-F04 2019年5月25日発売。555円デッキシリーズ第一弾。デュアルブラッドに収録されたリルのデッキの内容をノーマルカードのみの仕様で再録した廉価版である。
黒：カーニバルではじめるウィクロスは墓地活用で勝つ!
WDK-F05 2019年5月25日発売。555円デッキシリーズ第一弾。デュアルブラッドに収録されたカーニバルのデッキの内容をノーマルカードのみの仕様で再録した廉価版である。
緑：グリーンメル
WDK-D12 2019年6月29日発売。メルの構築済みデッキ。
黒：ブラックミュウ
WDK-D13 2019年6月29日発売。ミュウの構築済みデッキ。
赤：レッドタウィル
WDK-D14 2019年8月31日発売。タウィルの構築済みデッキ。
黒：ブラックナナシ
WDK-D15 2019年8月31日発売。ナナシの構築済みデッキ。
白赤青：にじさんじバトルセット
WDK-D16 2019年8月31日発売。にじさんじとのコラボデッキである。
コミックマーケット96のタカラトミーブースにて、WIXOSS Limited set にじさんじver.に同梱する形で先行販売された。
黒：ブラックアルフォウ
WDK-D17 2019年10月26日発売。アルフォウの構築済みデッキ。
初の構築済みデッキであり、これにより他のルリグと同様にレベル4までのグロウが可能かつコインを得られるようになった。
ブルーレイ/DVD初回特典
以下の構築済みデッキはアニメ第1期『selector infected WIXOSS』および第2期『selector spread WIXOSS』のブルーレイ/DVD各巻初回盤特典となっている。
白：ホワイトホープ spec selector［小湊るう子］
SP-01 2014年8月27日発売の『infected』1巻初回特典。タマの構築済みデッキ。WXD-01をベースに未登場のアーツカード2枚が先行収録される。ルリグカード5枚は新規に描き起こされる、全カードに光る加工がされる、シグニカードのイラストが大きくなっている、フレーバーテキストが異なるといった違いがある。ルリグカードの名称はタマヨリヒメではなく、アニメに合わせタマとなっている。
収録された「バロック・ディフェンス」のカードに誤表記があり、交換に応じている。
赤：レッドアンビション spec selector［植村一衣］
SP-02 2014年10月22日発売の『infected』2巻初回特典。ユヅキの構築済みデッキ。WXD-02をベースにルリグカードを花代からユヅキに変更し、未登場のアーツカード2枚が先行収録される。既存のアーツカード3枚のイラストが花代からユヅキ仕様に変更される、全カードに光る加工がされる、シグニカードのイラストが大きくなっている、フレーバーテキストが異なるといった違いがある。
黒：ブラックデザイア spec selector［浦添伊緒奈］
SP-03 2014年12月19日発売の『infected』3巻初回特典。ウリスの構築済みデッキ。WXD-05をベースに未登場のアーツカード2枚が先行収録される。ルリグカード5枚は新規に描き起こされる、全カードに光る加工がされる、シグニカードのイラストが大きくなっている、フレーバーテキストが異なるといった違いがある。また同BOXの一部店舗特典として、黒のアーツ「アンシエント・サプライズ」が付属する。
青：ブルーデマンド spec selector［蒼井晶］
SP-06 2015年2月25日発売の『spread』1巻初回特典。ミルルンの構築済みデッキ。ミルルンのスターターデッキは未販売のため、もしスターターデッキがあるならというデッキ構成になっている。また同BOXの一部店舗特典として、白のアーツ「モダン・バウンダリー」が付属する。
緑：グリーンアイデアル spec selector［ふたせ文緒］
SP-07 2015年4月22日発売の『spread』2巻初回特典。アンの構築済みデッキ。スターターデッキが未販売なのは前巻と同様。同BOXの一部店舗特典として、赤のアーツ「一覇二鳥」が付属する。
赤：レッドオーネスト spec selector［穂村すず子］
SP-23 2016年12月21日発売の『incited』1巻初回特典。リルの構築済みデッキ。WXD-17をベースに未登場のアーツカード2枚が先行収録された。ルリグカード5枚は新規に描き起こされる、全カードに光る加工がされる、シグニカードのイラストが大きくなっている、フレーバーテキストが異なるといった違いがある。
緑：グリーンベルセルク spec selector［森川千夏］
SP-23 2017年1月25日発売の『incited』2巻初回特典。メルの構築済みデッキ。WXD-18がベースに未登場のアーツカード2枚が先行収録された。

### ブースターパック
selectorシリーズとLostorageシリーズは完全互換であり「繭の部屋」で禁止カードに指定されていない限りは両者を混ぜてデッキを組むことが可能である。

#### selectorシリーズのパック
サーブドセレクター
WX-01 2014年4月26日発売。全103種+シークレット。緑子がグリーンワナ発売に先駆けて登場した。
ステアードセレクター
WX-02 2014年6月26日発売。全80種+シークレット。ユヅキとエルドラが初登場。
スプレッドセレクター
WX-03 2014年8月26日発売。全50種+シークレット。ウムルが初登場。エクストラブースター的な編成になっており、アニメ『selector infected WIXOSS』出演声優が原案を提供したカードやアニメ主題歌を担当した分島花音の描き下ろしカード、トランスフォーマー30周年記念のコラボレーションカードなどが含まれる。
インフェクテッドセレクター
WX-04 2014年10月23日発売。全105種+シークレット。ミルルン、アンが初登場。
ビギニングセレクター
WX-05 2014年12月20日発売。全81種+シークレット。
フォーチュンセレクター
WX-06 2015年2月28日発売。全56種+シークレット。タウィルが初登場。アニメ『selector spread WIXOSS』出演声優が原案を提供したカードやアニメ主題歌を担当したcyuaを模したカード、夜ノヤッターマンとのコラボレーションカードなどが含まれる。
ネクストセレクター
WX-07 2015年5月23日発売。全82種+αシークレット。
インキュベイトセレクター
WX-08 2015年7月16日発売。全85種+αシークレット。
リアクテッドセレクター
WX-09 2015年9月17日発売。全80種（内再録21種）+αシークレット。
チェインドセレクター
WX-10 2015年11月19日発売。全100種+αシークレット。
ディストラクテッドセレクター
WX-11 2016年1月21日発売。全87種+αシークレット。
リプライドセレクター
WX-12 2016年3月17日発売。全80種+αシークレット。
アンフェインドセレクター
WX-13 2016年5月19日発売。全100種+αシークレット。
サクシードセレクター
WX-14 2016年8月4日発売。全84種+αシークレット。

#### Lostorageシリーズのパック
インサイテッドセレクター
WX-15 2016年10月13日発売。全123種+αシークレット。リル、あや、メル、ナナシが初登場。
ディサイテッドセレクター
WX-16 2016年12月15日発売。全80種+αシークレット。ドーナ、ママが初登場。
エクスポーズドセレクター
WX-17 2017年2月25日発売。全80種+αシークレット。カーニバル、グズ子が初登場。
コンフレーテッドセレクター
WX-18 2017年4月26日発売。全90種+αシークレット。selectorシリーズのルリグがコインを獲得。
アンソルブドセレクター
WX-19 2017年6月29日発売。全80種+αシークレット。
コネクテッドセレクター
WX-20 2017年9月7日発売。全82種+αシークレット。
ビトレイドセレクター
WX-21 2017年11月23日発売。全71種+αシークレット。
アンロックドセレクター
WX-22 2018年2月22日発売。全50種+αシークレット。
アンリミテッドセレクター
WXEX-1 2019年2月14日発売。全81種+αシークレット。
アンブレイカブルセレクター
WXEX-2 2019年12月21日発売。全81種+αシークレット。
この弾からオールスターフォーマットにおいて新ギミック「チアゾーン」「チアガール」が実装。
以下のブースターパックは、キーセレクションフォーマット向けに発売されたものである。
クラクション
WXK-01 2018年4月26日発売。全122種+αシークレット。
フルスクラッチ
WXK-02 2018年6月21日発売。全100種+αシークレット。
ユートピア
WXK-03 2018年8月30日発売。全81種+αシークレット。
ワイルズ
WXK-04 2018年10月25日発売。全95種+αシークレット。
レトリック
WXK-05 2018年12月20日発売。全80種+αシークレット。
オルタナティブ
WXK-06 2019年4月20日発売。全100種+αシークレット。
エクスプロード
WXK-07 2019年6月29日発売。全103種+αシークレット。
この拡張パックに収録されたカードのみでデッキを構築できるルリグとして華代がいる。
アンリアリスティック
WXK-08 2019年8月31日発売。全100種+αシークレット。
ディセンブル
WXK-09 2019年10月26日発売。全112種+αシークレット。
この拡張パックに収録されたカードのみでデッキを構築できるルリグとしてタマ（青）とコード・ピルルク（緑）がいる。

#### セレクターズパック
大会参加賞およびポイントキャンペーンで交換するものは割愛。
セレクターズパック Vol.エルドラ&遊月
SP-10。通信販売限定。注文可能期間は2015年6月1日から6月17日。
ショッピングサイトタカラトミーモールにて通信販売を行うもので、通信販売には雑誌カードゲーマーVol.22（2015年5月30日）に付属するシリアルコードが必要。アニメ『selector spread WIXOSS』出演声優の杜野まこが原案のカード「幻水姫ナマコズ」が含まれる。
セレクターズパック Vol.ウムル&タウィル
SP-17。通信販売限定。注文可能期間は2016年6月17日18時から7月7日。
エルドラ&遊月と同様にタカラトミーモールにて通信販売を実施（SP-10と異なりシリアルコード等は不要）。ウムルとタウィルの強化カード6枚をパックにしたもので、限定プロモカード付きのセットも販売された。

## スタッフ
WXD-01〜08まで付属していたクイックスタートガイドに記載されている人物。
- プロデューサー - 山口朋（タカラトミー）
- ゲームデザイン - 八十岡翔太（ホビージャパン）
- ディレクター - 浅賀聡・白鳥男也（タカラトミー）、中林英二（ホビージャパン）
- ルールマネジメント - 中嶋智哉（ホビージャパン）
- プロダクトマネジメント - 浜辺教右（タカラトミー）
- デザインディレクター - 下田裕之・村山卓也（六面堂）
- エグザクティブプロデューサー - 佐戸憲一（タカラトミー）
- ゲームデザインスーパーバイザー - 一戸健史（ホビージャパン）

## メディアミックス
テレビアニメを軸に以下のメディアミックスが展開されている。

### アニメ
selector
1. selector infected WIXOSS（第1期、2014年4月 - 6月）
2. selector spread WIXOSS（第2期、2014年10 - 12月）

劇場版
- - 劇場版selector destructed WIXOSS（2016年2月13日公開）

2015年4月に製作が発表され、7月17日のニコニコ生放送でタイトルと公開日が発表された。
Lostorage
1. Lostorage incited WIXOSS（第3期、2016年10月 - 12月）[7]
2. Lostorage conflated WIXOSS（第4期、2018年4月 - 6月）

OVA
- - Lostorage conflated WIXOSS -missing link-（2017年12月14日発売）

テレビシリーズの序章。DVD単体でなくカードセット「SELECTOR SELECTION」に同梱。
DIVA
- WIXOSS DIVA(A)LIVE（第5期、2021年1月 - 3月）[25]

### インターネットラジオ
- selector radio WIXOSS

2014年7月から2016年3月まで音泉で配信されていたWebラジオ番組のシリーズ。パーソナリティは加隈亜衣（小湊るう子 役）、パートナーは久野美咲（タマ 役）。2014年7月3日の番組開始時から2015年7月2日までは毎週木曜日に更新されていた。
2015年7月16日から12月17日までは『selector radio WIXOSS -Booster Pack-』として不定期（毎月1回木曜日）に、2016年1月14日から3月31日までは『劇場版selector radio WIXOSS』として隔週木曜日に放送された。
- Lostorage incited WIXOSS

2016年10月4日から1月31日まで音泉で毎週火曜に配信されたWebラジオ番組。パーソナリティは穂村すず子役の橋本ちなみとリル役の伊藤静。
2017年4月25日からは『Lostorage radio WIXOSS -Booster Pack-』へリニューアルし、12月19日まで月1回に不定期ペースで配信された。
- radio WIXOSS -conflated edition-

2018年3月から7月まで配信されたWebラジオ番組。パーソナリティは前2番組の加隈亜衣と橋本ちなみが共同で務める。

### 漫画
主にホビージャパン『ウィクロスマガジン』と集英社『ウルトラジャンプ』で漫画作品が連載されている。
ウィクロスマガジン連載
- selector stirred WIXOSS（セレクター ステアード ウィクロス）

原作：LRIG、ストーリー原案：岡田麿里、漫画：瀬菜モナコ。Vol.1（2015年4月25日発売）からVol.5（2016年9月17日発売）まで連載。単巻。
主人公は病弱な双子の妹を持つ白戸沙良で、サシェ、ミュウ、アイヤイ、ララ・ルー、ソウイの登場背景が描かれる。
- ウィクロスを創った漢（おとこ）たち

八神ちさ作のドキュメンタリー漫画。Vol.1より連載。
- 4グニ。

かにかま作の4コマ漫画。Vol.1より連載。
- うぃくろすあるある

くじらローラン作の4コマ漫画。Vol.1〜7連載。
- SGN48 〜私、頂点（センター）目指します〜

斎創作の誌上企画「SGN48」と連動した学園漫画。Vol.7より連載。
ウルトラジャンプ連載
- selector infected WIXOSS -peeping analyze-（セレクター インフェクテッド ウィクロス ピーピングアナライズ）

原作：LRIG、ストーリー原案：岡田麿里、漫画：鈴木マナツ。2014年8月号から2015年6月号まで連載。全2巻。
主人公はセレクターとなった少女・水嶋清衣とルリグ・リメンバ。アニメに登場したピルルクの外伝となる。
- selector infected WIXOSS 〜まゆのおへや〜

原作：LRIG、漫画：nini。2015年8月号から2016年9月号まで連載。単巻。
「ラスボスいじり系スピンオフ」作品。
- Lostorage incited WIXOSS 〜必殺♡オーネスト〜

原作：LRIG、漫画：nini。2016年11月号から2017年1月号まで短期集中連載。『まゆのおへや』の電子書籍版に全3話併録。
月刊ビッグガンガン連載
- selector infected WIXOSS -Re/verse-（セレクター インフェクテッド ウィクロス リバース）

原作：LRIG、ストーリー原案：岡田麿里、漫画：めきめき。スクウェア・エニックス『月刊ビッグガンガン』2014年Vol.10から2015年Vol.11まで連載。全2巻。
主人公はセレクターとなった少女・黒澤ゆらぎとルリグ・アルフォウ。基本設定の多くはアニメと共通しているが、登場人物は全く別となっている。また、アニメや他の漫画作品よりもTCGとしてのWIXOSSのプレイングに関する描写に重点を置いている。
公式サイト上で連載
- ウムルとタウィル

作：ÖYSTER
公式サイト上で2016年2月19日から連載されているウムルとタウィルを主人公にした日常系の4コマ漫画。
コロコロアニキで連載
- ウィクロスぶくぶタマ劇場

作：大川ぶくぶ
小学館『コロコロアニキ』で2017年夏号から2021年春号 まで連載。全2巻。
WIXOSSの知識が全くない状態の作者がブースターパックを開けて出てきたカードを題材に原作設定を考慮せずに描いた4コマ漫画。2017年夏号から2019年夏号までのタイトルは『あるウィクロス初心者がブースターパックを買って出たカードから4コママンガを描く4コママンガ』であり、長いためアンケート欄などでは「ウィクロス4コママンガ」と略されていたが、2020年冬号および単行本でタイトルが『ウィクロスぶくぶタマ劇場』に変更された。
第2回の雑誌掲載後は、公式サイト上でも「出張版」が掲載されるようになった。

### ノベライズ
ホビージャパンから刊行されているオリジナルの小説化作品。1・2冊目はアニメシリーズとの関連を持たない独立した作品だが、3冊目は『Lostorage』と世界観を共有している。
- WIXOSS -TWIN WING-（ウィクロス ツインウィング）

原作：LRIG、著：円まどか、イラスト：明治
2015年9月30日刊行。TCGとしてのWIXOSSのプレイングを中心としたストーリーのノベルズ作品。付録はPR-232《ロマネ・ディフェンス》。
- WIXOSS -TWIN MEMORIES-（ウィクロス ツインメモリーズ）

原作：LRIG、著：円まどか、イラスト：村上ゆいち
2016年3月17日刊行。著者は『TWIN WING』と同じだが続巻ではなく、しばらくWIXOSSを離れていたが学校で知り合った珠洲明日香に誘われて復帰した玉置莉咲が毎晩見る夢と言う形で描かれるウムルとタウィルのバックグラウンドストーリーを交えている。付録はPR-259《ウトゥルス・チェイン》。
- WIXOSS Bright Heart/Blight Hope（ウィクロス ブライトハート ブライトホープ）

原作：LRIG、著：風見どり、イラスト：ふーみ
2017年2月25日刊行。東京都町田市を舞台に『Lostorage』ルールでセレクターとなった三枝雨音と羽倉皐月のバトルを描く。付録はPR-381《フェイタル・パニッシュ》。
- WIXOSS Live in the Present（ウィクロス ライブ イン ザ プレゼント）

原作：LRIG、著：風見どり、イラスト：はしもとなおや
2017年9月21日刊行。ウィクロスマガジンの誌上企画「SGN48」とのタイアップで、特待生として選抜されたシグニ5体のアイドルデビューを目指す奮闘を描く。付録はPR-436《ダブル・チャクラム》。
- WIXOSS -Become You-（ウィクロス ビカム ユー）

原作：LRIG、著：風見どり、イラスト：柚希きひろ
2018年9月6日刊行。ルリグと少女が入れ替わる怪事件の真相を追う探偵と助手を描く。付録はPR-K032《ビカム・ユー》。

### スマートフォン用ゲーム
- selector battle with WIXOSS（セレクター バトル ウィズ ウィクロス）

スカイリンクとコムシードの共同開発でAndroid版は2015年3月31日、iOS版は6月8日にそれぞれ配信開始、2016年4月25日にサービス終了。
ジャンルはリアルタイムストラテジーで、アニメと世界観を共有した内容になっているがTCGとの連動要素は特に実装されなかった。
- WIXOSSLAND -W.I.S.H. in-（ウィクロスランド ウィッシュイン）

ミモタイプが開発し、2021年3月31日に配信開始。
ジャンルはバトルRPGで、TCGおよび『WIXOSS DIVA(A)LIVE』を原作とする。

## 関連書籍・雑誌
以下の書籍・雑誌は全てホビージャパンより刊行されている。
ウィクロス カード大全
公式カードリスト。
1. 2014年8月22日刊行 ISBN 978-4-7986-0861-7
2. 2015年2月21日刊行 ISBN 978-4-7986-0964-5
3. 2015年9月10日刊行 ISBN 978-4-7986-1080-1
4. 2016年3月10日刊行 ISBN 978-4-7986-1183-9
5. 2016年7月28日刊行 ISBN 978-4-7986-1266-9
6. 2017年2月16日刊行 ISBN 978-4-7986-1382-6
7. 2017年8月31日刊行 ISBN 978-4-7986-1514-1

ウィクロス アートマテリアル
カードの原画集。
1. 2014年9月25日刊行 ISBN 978-4-7986-0867-9
2. 2015年2月28日刊行 ISBN 978-4-7986-0972-0
3. 2015年9月17日刊行 ISBN 978-4-7986-1083-2
4. 2016年8月09日刊行 ISBN 978-4-7986-1274-4
5. 2017年3月02日刊行 ISBN 978-4-7986-1398-7
6. 2017年9月21日刊行 ISBN 978-4-7986-1529-5

ウィクロス スタートブック
カードゲームが体験できる入門書。体験用デッキとして使用可能なフリーペーパー（大会使用不可）とPR-277《ビクトリアン・バウンダリー》が付属。映画公開と同日に発売された。
2016年2月13日刊行 ISBN 978-4-7986-1170-9

### ウィクロスマガジン
ホビージャパン『カードゲーマー』特別編集のWIXOSS専門誌。年3回（4の倍数の月）刊。TCGおよびアニメ『selector』シリーズのメディアミックス情報、オリジナルの新作ストーリー漫画『selector stirred WIXOSS』や4コマ漫画で構成されている。
1. 2015年04月25日刊行 ISBN 978-4-7986-1005-4
2. 2015年08月31日刊行 ISBN 978-4-7986-1068-9
3. 2015年12月26日刊行 ISBN 978-4-7986-1145-7
4. 2016年04月30日刊行 ISBN 978-4-7986-1222-5
5. 2016年09月17日刊行 ISBN 978-4-7986-1289-8
6. 2016年12月28日刊行 ISBN 978-4-7986-1359-8
7. 2017年04月26日刊行 ISBN 978-4-7986-1444-1
8. 2017年08月31日刊行 ISBN 978-4-7986-1513-4

## イベント・キャンペーン

### ショップイベント
WIXOSS PARTY
カードショップでWIXOSSの対戦を行う店頭大会。
アニメ「selector infected WIXOSS」の第5話でるう子達も参加しようとした演出がされた。
WIXOSS PARTY SPECIAL
WIXOSS PARTYより大規模な店頭イベント。

### 公式イベント
WIXOSSツアー
対戦イベント、アニメ素材の展示、抽選会等を行う全国ツアー。
selector & WIXOSS festival WIXOSS大運動会
「selector & WIXOSS festival」は2014年9月27日に六本木で開催したWIXOSSとアニメselectorの合同イベント。「WIXOSS大運動会」はWIXOSS側のイベントで、泉ガーデンギャラリーで開催した。参加者は赤、青、白、緑の4グループに分けられ、得点を競いあった。
ウィクロス文化祭
2015年10月12日に芸能花伝舎（東京都新宿区）で開催。カードバトル“第2ボタン争奪戦”の他、一般ユーザーが体育館ステージでの公演、教室にて立体物や技術展示を行った。企業出展ではスクウェア・エニックス（LORD of VERMILION III試遊と限定イラストカード配布）、インターネットラジオステーション＜音泉＞と音mart、六面堂、カードゲーマー編集部（ホビージャパン）、ミモタイプが参加した。公式ステージプログラムの1つ「selector radio WIXOSS出張ティーチングステージ」に声優の久野美咲（タマ役）、五十嵐裕美（ウムル役）、古木のぞみ（タウィル役）が出演した。
ウィクロスカップ
2015年9月20日から11月29日まで各ショップにて予選リーグを行い、2015年12月19日に東京秋葉原UDXにて決勝リーグを開催する。
中国、シンガポール、台湾、フィリピン、タイからの代表選手が参加する。台湾代表選手の成績は第3位だった。

### イメージキャラクター
WIXOSS GIRLS
4つのアイドル・ユニットから選抜されたWIXOSS公式のイメージキャラクターの4人組。
- - 七瀬いづみ（asfi所属）[注 4]、赤色担当。
  - 幸野ゆりあ（純情! トロピカル丸所属）[注 5]、青色、黒色担当。
  - 川上愛美（PLC所属）[注 6]、白色担当。
  - みゆきこと（ラルムーン所属）[注 7]、緑色担当。

WIXOSS関連商品に付属する応募ポイントを応援したいWIXOSS GIRLSにプレゼントし、得点を競った。この結果は2014年9月27日に行われた「selector & WIXOSS festival WIXOSS大運動会」にて発表され、白色担当の川上愛美が優勝した。この結果、雑誌カードゲーマーvol.19（2014年11月29日発売）に川上をモチーフにしたWIXOSSアーツカードが付属、同誌にグラビア掲載され、アニメ第2期『selector spread WIXOSS』最終話に家政婦役で出演した。
WIXOSS GIRLS PARTY
WIXOSS GIRLS同士が対戦するイベント。全3回。会場は全てshibuya DESEOが使われた。
1. 2014年5月12日
2. 2014年6月1日
3. 2014年7月4日

WIXOSS GIRL
- - 和泉琴音

2015年度のイメージキャラクター。アクロスエンタテインメント所属の声優。
2015年4月に行われたニコニコ超会議2015のタカラトミーブースにて任命された。
- - 藤澤友里

アールグルッペ所属の声優。2016年1月から「ウィクロスガール研究生」として加わっている。

### コラボレーション・広告
閃光神姫イージスコード
タカラトミーエンタメディアのスマートフォン向けアプリ。2014年6月13日からWIXOSSコラボ限定ユニットがプレゼントされた。
LORD of VERMILION III
スクウェア・エニックスのオンライントレーディングカードアーケードゲーム。2014年10月23日稼働の「LORD of VERMILION III Twin Lance（以下LoV）」(Ver3.2) に、アニメ「selector infected WIXOSS」のタマとウリスが登場する。WIXOSSカードとして、LoVに登場するサキュバス「ミリア」をモチーフにし、雑誌カードゲーマーVol.18（2014年9月30日発売）に「紅蓮の使者 ミリア」が付属する。ブースターパック第4弾「インフェクテッドセレクター」（2014年10月23日発売）に、LoVのイラストレイター・タイキが描いた「紅蓮の巫女 タマヨリヒメ」、「紅蓮の閻魔 ウリス」を収録する。2015年10月12日に行われた「ウィクロス文化祭」に試遊台を出展した。
でゅえるメイト
湯島ましゆ作のTCGを題材にしたウェブコミック。コミックス4巻（2015年3月6日発売）の一部店舗特典でプロモカード《札引かもね》が付属した。3月27日には公式サイトでコラボレーション漫画が公開された。
すき家
2015年4月22日〜5月22日まで9都市10店舗のみコラボ。
日産自動車
日産自動車の『究極のスマートバーベキューカー』（電気自動車）とコラボレーションした。2015年4月のニコニコ超会議でブースが隣だったというのが発端 で、ニコニコ超会議中のステージ上にてコラボレーションのイラストを描いた。このカード「コードアートB・B・Q」は、2016年1月1日からWIXOSS PARTY参加賞景品であるセレクターズパック Vol.8に収録する。
ラストクロニクル
ホビージャパンが手がけるTCG。カードゲーマーvol.22（2015年5月30日発売）に、相互コラボとしてカードが付属する。ウィクロス側にはラストクロニクルの『皇護の刃 イズルハ』を元とした『コードアート I・Z・R・H』が、ラストクロニクル側にはルリグ『タマ』とアーツ『アーク・オーラ』を元とした『タマヨリヒメ』が付属する。
Z/X
ブロッコリーが販売するTCG。ウィクロスカップ決勝戦（2015年12月19日）にて発表した。
ビックカメラ
2017年10月21日（土）〜11月19日（日）にビックカメラ33店舗の玩具（ゲーム）コーナーで（税込）500円以上購入するとビッカメ娘のオリジナルプロモーションカードをおまけとして配布。
WAR OF BRAINS
2018年7月26日〜9月30日サービス終了までコラボ。星命の巫女タマ、アロス・ピルルクとして、タマ、ピルルクのキャラがコラボ。相互コラボという形式で、同年10月25日発売の拡張パックにてWIXOSS側ともコラボし、その際にイザベラがコラボした。
デュエル・マスターズ
タカラトミーが販売するTCG。プロデューサーの山口朋が以前に販売を行っていた作品でもある。
WIXOSS側には、「ボルシャック・ドラゴン」を基とした「幻竜ボルジャック」が、デュエル・マスターズ側には「DNA・スパーク」のイラストにタマが登場する。
crossbeats REV.
楽曲としてアニメテーマソングの「killy killy JOKER/分島花音」が収録されている。
CROSS×BEATS
「killy killy JOKER/分島花音」がデフォルト楽曲として収録されている。
crossbeats REV. SUNRISE
「WIXOSSコラボレーションイベント」が開催され、タマがパートナーキャラクターとして実装された。
また、WIXOSS側ではcrossbeats REV.のメインキャラクター「燦」「暁月」がシグニとして収録された。
上記コラボカードのプレゼント企画も同時に実施された。

### テレビコマーシャル
- 「WIXOSS登場」編（2014年4月 - 9月）[46]

出演：WIXOSS GIRLS
- 「るう子のパック紹介」編（2014年10月 - 2015年1月）[47]

出演：小湊るう子（声：加隈亜衣）
コマーシャルソングは分島花音 「continue」（シングル「world's end, girl's rondo」c/w曲）。
- 「WIXOSSしよっか」編（2015年4月 - 10月）[49]

出演：佐野ひなこ
- 「セレクターとバトル」編（2015年11月 - ）

5パターンの15秒CMが作成されている。
出演：小湊るう子（声：加隈亜衣）、紅林遊月（声：佐倉綾音）、植村一衣（声：茅野愛衣）、浦添伊緒奈（声：瀬戸麻沙美）、蒼井晶（声：赤﨑千夏）

### インターネットテレビ・ラジオ
ウィクロスチャンネル
- WIXOSSの公式ニコニコチャンネル。ニコニコ生放送を用いてWIXOSSのプレイ動画等を配信している。

ニコニコ生放送
- 『selector infected WIXOSS』1話〜4話上映会とニコ生スペシャル
2014年7月26日(土) 20:00 - 22:40、出演：加隈亜衣（小湊るう子 役）、久野美咲（タマ 役）、佐倉綾音（紅林遊月 役）
- 「selector infected WIXOSS」5話〜8話振り返り上映会
2014年8月23日(土) 20:00 - 21:40
- 『selector infected WIXOSS』ニコ生スペシャル Phase.2 
2014年8月23日(土) 21:40 - 出演：加隈亜衣（小湊るう子 役）、茅野愛衣（植村一衣 役）、赤﨑千夏（蒼井晶 役）、小林裕介（紅林香月 役）[注 8]
- 「selector infected WIXOSS」9話〜12話振り返り上映会 
2014年9月13日(土) 20:00 - 21:40
- 『selector infected WIXOSS』ニコ生スペシャル Phase.3
2014年9月13日(土) 21:40 - 出演：加隈亜衣（小湊るう子 役）、久野美咲（タマ 役）、茅野愛衣（植村一衣 役）、瀬戸麻沙美（浦添伊緒奈 役）
- 電人☆ゲッチャ!（コーナー「アニチャ!」にて）
2014年10月9日(木) 21:00 - 23:30 (コーナー「アニチャ!」は22:40から)  - 出演：加隈亜衣（小湊るう子 役）、分島花音（主題歌アーティスト）、川瀬浩平（プロデュース）
- 生でselector×WIXOSS presented by animelo mix
2014年10月24日(金) 20:00 - 22:09 - 出演：加隈亜衣（小湊るう子 役）、久野美咲（タマ 役）、分島花音（主題歌アーティスト）、山口朋（タカラトミー）、本村康祐（タカラトミー）、七瀬いづみ（WIXOSS GIRLS）、幸野ゆりあ（WIXOSS GIRLS）、みゆきこと（WIXOSS GIRLS）
- 「selector spread WIXOSS」1話〜6話振り返り上映会
2015年2月28日(土) 18:30 - 21:00
- 「selector spread WIXOSS」ニコ生スペシャルPHASE01〜超絶カワイイあきらぶりーのターンだよ♪〜
2015年2月28日(土) 21:00 - 22:05 - 出演：赤﨑千夏（蒼井晶 役）、加隈亜衣（小湊るう子 役）、瀬戸麻沙美（イオナ 役）
- 帰ってきた!selectorニコ生スペシャル
2015年7月17日(金) 22:00 - 23:03 - 出演：加隈亜衣（小湊るう子 役）、久野美咲（タマ 役）、種田梨沙（繭 役）
- 「selector spread WIXOSS」7話〜12話振り返り上映会
2015年7月18日(土) 1:00 - 3:28

のら犬兄弟のギョーカイ時事放談!
selectorのプロデューサーである川瀬浩平が「偽まる」としてパーソナリティを務める番組。WIXOSS、selector関係では以下が放送された。
- - 2014年4月2日 第293回（生放送） - 山口朋（タカラトミー）、白鳥男也（タカラトミー）が出演。
  - 2014年4月9日 第294回 - 山口朋（タカラトミー）、白鳥男也（タカラトミー）が出演。
  - 2014年6月18日 第304回 - 加隈亜衣（小湊るう子役）が出演。
  - 2014年6月25日 第305回 infected selector SP（一部生放送） - 加隈亜衣（小湊るう子役）、岩浪美和（音響監督）、松倉友二（プロデューサー）、山口朋（タカラトミー）が出演。
  - 2014年8月20日第313回 - WIXOSS GIRLS（七瀬いづみ、幸野ゆりあ、川上愛美、みゆきこと）が出演。
  - 2014年8月27日第314回 - WIXOSS GIRLS（七瀬いづみ、幸野ゆりあ、川上愛美、みゆきこと）が出演。

のら犬ブラザースのアニメ！ギョーカイ時事放談
- - 2016年2月3日第386回（生放送） - 加隈亜衣（小湊るう子役）が出演。

- 2016年2月7日 劇場版selector destructed WIXOSS 公開直前 待ったなし! (秘)トークイベント!（一部生放送）

新宿ロフトプラスワンで開催。岩浪美和（音響監督）、松倉友二（プロデューサー）、山口朋（タカラトミー）が出演。
- - 2016年2月10日第387回 - 加隈亜衣（小湊るう子役）が出演。

### 外部イベント出展
ニコニコ超会議
タカラトミーブースとして出展。
- - ニコニコ超会議2014（2014年4月）

selector出演声優（加隈亜衣、久野美咲、佐倉綾音）のカードバトル、WIXOSS GIRLSの任命式など。
- - ニコニコ超会議2015（2015年4月）

WIXOSSロボの出展、selector出演声優（加隈亜衣、久野美咲）のトークショー、日産自動車コラボレーション、WIXOSS GIRLの任命式など。またWIXOSS部所の社員がホビージャパンブースの生放送やマジック・ザ・ギャザリングのバスケットボールイベントに参加した。
コミックマーケット
タカラトミーブースとして出展。
- - コミックマーケット86（2014年8月）
  - コミックマーケット89（2015年12月）